# Кафедра гимнастики Императорского Александровского университета
Кафедра гимнастики была одним из отделений Императорского Александровского университета, позже Хельсинкского университета . Она была основана в 1834 году и была ликвидирована в 1972—1974 годах, когда университетская подготовка учителей физического воспитания была передана на факультет физических наук и наук о здоровье Университета Йювяскюля .

## Факультет
Руководителя кафедры являлись следующие лица:
- 1835—1848 Иоахим Отта
- 1848—1853 Дэвид Огаст Хирн
- 1854—1874 Вильгельм Бергхольм из Флоренции
- 1875—1911 Виктор Хейкель, старший преподаватель учебной гимнастики 1908—1911
- 1909—1930 Аксель Хельстен, старший преподаватель физиотерапии
- 1912—1945 Калле Рикала, старший преподаватель учебной гимнастики.

Руководителями департаментов:
- 1930—1944 Калле Рикала
- 1945—1950 Лаури Таннер
- 1950—1953 Клаус Суомела
- 1953—1957 Мартти Карвонен
- 1957—1967 Пааво Терасвирта
- 1967—1974 Йоуко Тикканен

Вместе с тем, в состав остального профессорско-преподавательского состава кафедры входили представители следующих профильных направлений: учебная гимнастика, лечебная гимнастика (физиотерапия), фехтование, спорт, физиология и спортивная медицина .

## Офис
С момента своего основания до 1930-х годов кафедра работала в квартале Жираф на улице Фабианинкату в здании, спроектированном Карлом Людвигом Энгелем, которое было снесено с пристройки к главному зданию Хельсинкского университета . После этого гимназии было передано помещение Дома научных клубов (ныне Музей архитектуры) на Касармикату 24.